# Casa Fèlix Jaume del Carrer Nou
Casa Fèlix Jaume és un habitatge del municipi de Figueres (Alt Empordà) inclòs en l'Inventari del Patrimoni Arquitectònic de Catalunya.

## Descripció
Edifici proper a la plaça Ernest Vila, al centre històric de la ciutat. És un edifici de planta baixa i dos pisos ocupant una illa i, per tant, amb tres façanes. A la planta baixa, al carrer Nou, trobem dos portals i tres locals comercials, al carrer St. Llàtzer set finestres amb reixa. En el primer pis, al carrer Nou, s'alternen tres balcons i dues finestres, totes les obertures compten amb guardapols amb motiu ornamental que es repeteix al conjunt de les obertures de l'edifici. Al carrer St. Llàtzer, al primer pis, s'alternen cinc balcons i tres finestres. Aquesta ordenació es repeteix al segon pis. La cantonada ha estat reforçada per un cos de tribunes sobresortints de planta pentagonal, amb columnes estriades d'ordre jònic. Per la part posterior l'edifici únicament té dues plantes però segueixen la mateixa ordenació que la resta de façanes. Culminant l'edifici, fris amb forats de ventilació, cornisa i balaustrada amb cos ornamental a la cantonada. Coberta per terrassa.